# RCI Banque
RCI Banque (Renault Crédit International) is een financiële dienstverlener in de automobielenindustrie en onderdeel van de Groupe Renault. RCI is opgericht in 1974 en is de grootste in de Europese markt.
Op 21 augustus 1974 werd de Société Financière de Renault (SOFIREN) opgericht, om de financiën te regelen voor klanten van Renault. SOFIREN handelde onder de merknaam Renault Acceptance en DIAC (leaseplan). In 1980 kwam DIAC onafhankelijker te staan en verhuisde met het hoofdkantoor (1742 werknemers) naar Noisy-le-Grand. Op 27 juni 1980 werd SOFIREN hernoemd naar Renault Crédit International (RCI) en in 1990 werd DIAC weer geïntegreerd binnen RCI. Een jaar later ontving RCI de status van bank. Op 1 januari 2002 werd Renault Crédit International wederom hernoemd naar RCI Banque.